# Perfect Way to Die
«Perfect Way to Die» es una canción de la cantante y compositora estadounidense Alicia Keys. Se lanzó el 19 de junio de 2020 a través de RCA Records con UMPG como el quinto sencillo de su séptimo álbum de estudio Alicia.

## Antecedentes y composición
«Perfect Way to Die» es su respuesta a los casos de brutalidad policial y racismo en Estados Unidos, un tema que surgió recientemente con protestas motivadas por las muertes de George Floyd y Breonna Taylor. Fue escrito desde el punto de vista de una madre cuyo hijo fue asesinado debido al sistema de racismo que no valora la vida de los negros e inspirado en los casos de Floyd, Taylor y también en los casos de Michael Brown y Sandra Bland quienes también fueron asesinados, víctimas del racismo. y brutalidad policial, respectivamente en 2014 y 2015.
En su Instagram , la cantante comentó sobre la pista: «En este momento, me sentí llamada a la música como nunca antes. Estoy siguiendo su guía, que me llevó a 'Perfect Way to Die'. El título de esta canción es poderoso, porque tenemos el corazón roto por muchos que murió injustamente. Por supuesto que no hay una manera perfecta de morir. Esta frase no tiene ningún sentido«. «Lo que tampoco tiene sentido es cuántas vidas inocentes nos quitaron cuando no deberían haberlo hecho, debido a la cultura destructiva de la violencia policial. A veces, no tengo palabras y la música es lo único que habla por mí. Espero que esto se comunique con ustedes, y espero que algún día esta canción deje de ser relevante. Nunca dejaremos de luchar por la justicia».

## Video musical
El videoclip muestra imágenes de personas que fueron asesinadas a manos de la policía estadounidense proyectadas en edificios, mientras Keys interpreta la canción acompañado de su piano en medio de las calles de la ciudad. Fue dirigido por Chris Robinson quien ha trabajado con Keys en los vídeos de «Fallin», «Superwoman», «You Don't Know My Name», entre otros.
Se mostró por primera vez en la 20a edición de los BET Awards el 28 de junio de 2020 y el 30 de junio se publicó en su canal oficial de Youtube.

## Historial de lanzamiento
| País   | Fecha               | Formato                     | Discográfica    | Ref   |
| ------ | ------------------- | --------------------------- | --------------- | ----- |
| Varios | 19 de junio de 2020 | Descarga digital, streaming | Sony Music, RCA | [ 1 ] |